# Ruchocice (osada leśna)
Ruchocice – osada leśna w Polsce położona w województwie wielkopolskim, w powiecie grodziskim, w gminie Rakoniewice.
W latach 1975–1998 miejscowość administracyjnie należała do województwa poznańskiego.